# Srednji nakrivni mišić
Srednji nakrivni mišić (lat. musculus scalenus medius) je mišić lateralne strane vrata iz skupine nakrivnih mišića. Mišić inerviraju prednji ogranci 2. do 8. vratnog moždinskog živca (C2-C8).

## Polazište i hvatište
Mišić polazi s poprečnih nastavka vratnih kralješaka (2. – 7.), ide prema dolje i hvate se na gornju stranu prvog rebra.